# ガンパウダー・ミルクシェイク
『ガンパウダー・ミルクシェイク』（Gunpowder Milkshake）は、2021年のアメリカ合衆国のアクション・スリラー映画。監督はナヴォット・パプシャド、脚本はパプシャドとエフード・ラフスキ、出演はカレン・ギラン、レナ・ヘディ、アンジェラ・バセット、ポール・ジアマッティ、ミシェル・ヨー、カーラ・グギノなど。犯罪組織に立ち向かう女たちの死闘を描いたバイオレンスアクション。

## ストーリー
ダイナーの回想シーン。12歳のサムは母親である暗殺者スカーレットが仕事でしくじって町から逃げ出そうとしていることを知る。武装した男たちが現れてスカーレットを殺そうとするが、逆に返り討ちにし、困惑顔のサムを置き去りにして逃亡する。
15年後。サムはネイサンのもとで暗殺者として活動している。サムはスカーレットも属していたのと同じ会社（ザ・ファーム）の人材係である。ネイサンはサムに新しい仕事を与える。その内容は会社から金を盗んだ男を殺し、金を奪い返すものである。彼女は手持ちの武器と引き換えに新しい武器を調達しに、図書館に見せかけた武器商店に出向く。図書館ではスカーレットのかつての仕事仲間、アンナ・メイ、マデレーン、フローレンスの3人と出会う。アンナら3人はサムがなんの前触れもなく姿を現したので殺そうとするが、サムの素性を知り考えを変え、まっさらの武器を提供する。
サムはホテルの部屋に侵入し、盗まれた金を回収し、盗んだ男が電話を取ろうと向かってくる際に腹部を撃つ。通話内容に聞き入ると、男は誘拐された幼い娘を救うために金を盗み、娘と引き換えに近くのボウリング場へと金を持っていく予定であることが判明する。サムは男を会社提携の契約医の所に連れていき治療を受けさせ、自身は代わりに人質解放に臨むことに同意する。サムの計画はネイサンの知るところとなり、ネイサンは3人の手下を派遣してサムを妨害し、金を回収しようとする。サムは計画遂行前にまずその3人を片付ける。マスクをした男たちがサムに娘（エミリー）を引き渡し、サムから金を受け取る。サムは男たちを追いかけるが、男たちが仲間割れをして殺し合ったことで盗まれた金は消滅してしまう。
ネイサンはサムがかつての仕事で殺した手下の1人がジム・マカレスターの息子であることを知る。ジムは強大な犯罪組織の親分である。もめ事を避けようと、ネイサンはサムを殺すのに必要な情報と居場所を教える。サムは医師の所に戻り、エミリーを父親に会わせようとするが、父親は助からなかったことを知る。ネイサンの3人の手下も同じく先の闘いで負ったケガの手当を受けに医師の所にいて、サムを殺せとの指示を受ける。医師はサムに腕を使えないようにさせる血清を注射する。サムはエミリーにナイフと銃を手にテープで固定するように頼み、それらの武器を使って3人の手下と闘い殺害する。さらなる手下たちがやって来るが、サムとエミリーはサムの車に乗って、エミリーがハンドルを握り、サムがペダルを操作して逃げる。
サムはネイサンからメッセージを受け取る。そこにはサムが逃げ延びるための品々が置いてある隠れ家の住所が書いてある。サムとエミリーは隠れ家に行き、スカーレットに出くわす。スカーレットはこれまでの間ずっとサムを遠くから見守っていたことを明かす。サムを殺しに手下がやって来ると、スカーレットは秘密の逃げ道を使ってサムらを案内し逃走に成功し、3人は図書館にたどり着く。アンナら司書はスカーレットが姿を消した際になぜ黙って消えたのか、怒って追及するが、銃で武装した男らの襲撃により中断される。サムは1人で対処しようとするが、数に圧倒されると、スカーレットがサムを救いに割って入る。司書らはエミリーを伴って脱出しようとするが、闘いに参戦することにする。
ジムの甥であるヴァージルを除く手下は全員殺され、ヴァージルはマデレーンを殺し、エミリーを連れ去る。ヴァージルはサムに電話し、ダイナーでのエミリーの解放と引き換えにサムの投降を提案する。サムがジムに会いに現れると、ジムは殺された息子には4人の姉がいたが、自分は女性が理解できないのでその娘たちとは折り合いが良くなかったと語る。ジムの狙いはサムを拷問し、エミリーにその様子を目撃させることだが、スカーレット、アンナ・メイ、フローレンスが銃を手にサムらを解放しにやって来る。サムはエミリーを連れてダイナーをあとにし、スカーレットら3人はジムとその手下を皆殺しにする。
しばらくして、サムはエミリーに父親を殺したことを謝り、エミリーはそれを受け容れる。エミリーはネイサンの自宅をガールスカウトの格好をして訪問する。サムはネイサンが会社に戻って自身の抹殺指令を取り消さないかぎり、命はないと脅す。サム、エミリー、スカーレット、アンナ・メイ、フローレンスはともに車に乗り込んで海岸線をひた走る。

## キャスト
※括弧内は日本語吹替。
- サム（サマンサ） - カレン・ギラン（森夏姫）
  - 若い頃のサム - フレイヤ・アーラン[5]
- スカーレット - レナ・ヘディ（東内マリ子）
- アンナ（アナ）・メイ - アンジェラ・バセット（庄司まり）
- ネイサン - ポール・ジアマッティ（佐々木薫）
- フローレンス - ミシェル・ヨー（澤崎アケミ）
- マデレーン - カーラ・グギノ（ニケライ・ファラナーゼ）
- エミリー - クロエ・コールマン（島田愛野）
- ヤンキー - イヴァン・ケイ（英語版）（佐々木祐介）
- ヴァージル - アダム・ナガイティス（英語版）（赤坂柾之）
- ジム・マカレスター - ラルフ・アイネソン（田島章寛）
- ショッカー - デヴィッド・バーネル4世（永井将貴）

## 製作
このプロジェクトは、2018年4月に毎年恒例のアメリカ映画市場で発表され、 スタジオカナルとThe Picture Companyが映画の権利を獲得した。
2019年1月、カレン・ギランが映画のキャストに選ばれた。2月には、レナ・ヘディが配役され、4月にはアンジェラ・バセット、5月にはポール・ジアマッティ、ミシェル・ヨー、カーラ・グギノ、イヴァン・ケイが加わった。2019年6月、アダム・ナガイティスとラルフ・アイネソンが映画のキャストに加わった。
撮影は2019年6月3日に始まり、2019年8月20日にベルリンで終了した。

## 公開
2020年2月、STXエンターテインメントが映画の配給権を獲得した。

## 作品の評価
Rotten Tomatoesによれば、165件の評論のうち高評価は60%にあたる99件で、平均点は10点満点中5.9点、批評家の一致した見解は「中身が全くない純粋なシュガーラッシュ（糖分による興奮状態）に危うく至るところだったが、『ガンパウダー・ミルクシェイク』はそのネオンに満たされた世界に観客を吸収させる残酷な爆風である」となっている。
Metacriticによれば、28件の評論のうち、高評価は9件、賛否混在は14件、低評価は5件で、平均点は100点満点中47点となっている。
オフビートな世界観に対して、クエンティン・タランティーノ監督による犯罪映画群や、映画『ジョン・ウィック』シリーズなどの影響が指摘され、タランティーノ監督は本作を絶賛している。